# Daniel Freeman

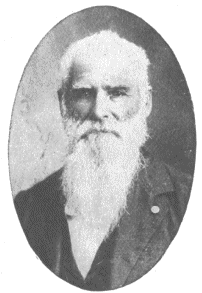
Daniel Freeman

Daniel Freeman (n. 26 aprilie 1826 - d. 30 decembrie 1908) a fost un medic american.
Este cunoscut pentru faptul că a fost prima persoană care a beneficiat de Actul gospodăriilor.
Actul de proprietate al terenului pe care acesta urma să îl posede a intrat în vigoare la 1 ianuarie 1863.
Numele său mai apare într-un proces privind separarea între biserică și stat și predarea religiei în școli.